# FX Возничего
FX Возничего (лат. FX Aurigae) — одиночная переменная звезда в созвездии Возничего на расстоянии (вычисленном из значения параллакса) приблизительно 3693 световых лет (около 1132 парсеков) от Солнца. Видимая звёздная величина звезды — от +16m до +14,1m.

## Характеристики
FX Возничего — красная пульсирующая медленная неправильная переменная звезда (LB:) спектрального класса M6 или M7. Эффективная температура — около 3289 K.